# Sentinel-3

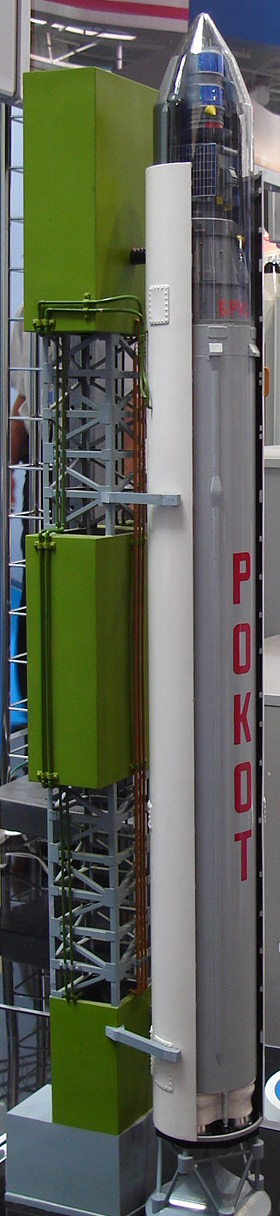
Rokot-model met Briz-M trap en nuttige lading

De Sentinel-3 satelliet werd op 16 februari 2016 gelanceerd in het kader van het Copernicus-programma.
De 1150 kg zware satelliet werd in een baan om de aarde gebracht met een Rokot draagraket vanaf de Russische Kosmodroom Plesetsk om 17:57 GMT (18:57 CET; 20:57 lokale tijd).
Sentinel-3 zal systematisch de oceanen, landoppervlakte, ijs en atmosfeer waarnemen teneinde de dynamica van al deze systemen in kaart te brengen. Informatie over oceanen en het weer zal in praktisch real time ter beschikking zijn van de talrijke gebruikers (universiteiten, meteorologische stations). De missie is gebaseerd op twee identieke satellieten die land en zee om de twee dagen zullen observeren.
Voor wat betreft de oceanen meet Sentinel-3 de temperatuur, de kleur en de hoogte van het zeeoppervlak alsook de dikte van het zee-ijs. Zo worden veranderingen in zeeniveau, vervuiling van de oceanen en de biologische activiteit opgevolgd. 
Op het land zal deze missie bosbranden opvolgen alsook het bodemgebruik, de toestand van de vegetatie en de waterstand van rivieren en meren. Dit alles als aanvulling op de hogeresolutiemetingen van de zustermissie Sentinel-2A.
De missie is het resultaat van een nauwe samenwerking tussen de Europese Ruimtevaartorganisatie (ESA), de Europese Commissie, Eumetsat, het Franse Centre national d'études spatiales (CNES), de industrie en gebruikers.  De twee satellieten zijn gebouwd door een consortium van honderd bedrijven onder leiding van Thales Alenia Space in Frankrijk.  Eenmaal in bedrijf, zullen de ESA en Eumetsat de missie gezamenlijk uitbaten. In het kader van het Copernicus-programma zal de ESA de gegevens van het landoppervlak verwerken, terwijl Eumetsat de mariene gegevens zal verwerken.

## Opdrachten
- Meten van wijzigingen in het zeeniveau.
- In kaart brengen van de temperaturen van het zeeoppervlak.
- Opvolgen van de kwaliteit van het water.
- In kaart brengen van het zee-ijs en meting van de dikte van het zee-ijs.
- In kaart brengen van vegetatie en bodemgebruik.
- Opvolgen van de toestand van de vegetatie.
- Opvolgen van gletsjers.
- Opvolging van waterwingebieden.
- Onderzoek naar wild.
- Weersvoospelling.

## Instrumenten
- OCLI: Ocean and Land Colour Instrument (instrument voor het meten van de kleuren van oceanen en land).  Meet over 21 spectraalbanden (400 - 1020 nanometer) met een scanbreedte van 1270 km.  Het instrument kan ecosystemen en oogsten opvolgen.  Het instrument is ook in staat aerosolen in de atmosfeer te meten.
- SLSTR: Sea and Land Surface Temperature Radiometer (radiometer voor meting van de temperatuur van land- en zeeoppervlakken).  Meet over 9 spectraalbanden (550 - 12000 nm), dubbele scan met een breedte van 1420 km vanuit het nadir en 750 km achterwaarts. De nauwkeurigheid is beter dan 0,3 °K.  Ten behoeve van dringende hulpverlening kan het instrument actief branden opsporen.
- SRAL: Synthetic Aperture Radar Altimeter (apertuursyntheseradar voor hoogtemeting).  Meet de hoogte van het oppervlak in de Ku-band en C-band.
- MWR: Microwave Radiometer. (microgolf radiometer). Meet op twee frequenties: 23.8 en 36.5 GHz.

De twee laatste instrumenten meten de golfhoogte en de oceaanwinden.  De instrumenten leveren topografische gegevens over het zee-ijs, landijs, rivieren en meren.

## Satellietconfiguratie
De configuratie bestaat uit twee satellieten op een gemiddelde hoogte van 814,5 km. Afhankelijk van het instrument wordt elk gebied op aarde om de twee dagen bezocht. De meeste gegevens zijn binnen de 3 tot 48 uren na de waarneming beschikbaar. De technologie van de satellieten is gebaseerd op de reeds bestaande satellieten van de ESA, namelijk ERS, Envisat en CryoSat, en ook op de Franse Spot- en Jasonsatellieten. De satellieten zijn ontworpen voor een technische levensduur van zeven jaar en hebben voor 12 jaar brandstof aan boord. De tweede satelliet, Sentinel-3B, werd gelanceerd in 2018.